# Flying High Again
Flying High Again es una canción de Ozzy Osbourne, del disco Diary of a Madman. Al igual que "Over the Mountain", esta canción cuenta con el característico sonido en guitarra del fallecido Randy Rhoads, uno de los máximos responsables del suceso comercial de los dos primeros discos de Osbourne.
Alcanzó la posición n.º 2 en las listas de Mainstream Rock en 1982.

## Personal
- Ozzy Osbourne – Voz
- Randy Rhoads – Guitarra
- Bob Daisley – Bajo
- Lee Kerslake – Batería